# Heterophleps
Heterophleps is een geslacht van vlinders van de familie spanners (Geometridae), uit de onderfamilie Larentiinae.

## Soorten
- H. acineta Prout, 1926
- H. bicommata Warren, 1893
- H. clarivenata Wehrli, 1931
- H. clityogramma Prout, 1926
- H. confusa Wileman, 1911
- H. endoi Inoue, 1982
- H. euthygramma Wehrli, 1932
- H. fusca Butler, 1878
- H. grisearia Leech, 1897
- H. heinrichi Prout, 1958
- H. longiramus Hampson, 1898
- H. morensata Hulst
- H. nubilata Prout, 1916
- H. ocyptaria Swinhoe, 1893
- H. pallescens Warren, 1896
- H. parapasta Prout, 1958
- H. punkikonis Strand, 1920
- H. quadripuncta Warren, 1898
- H. refusata Walker, 1861
- H. sinuosaria Leech, 1897
- H. taiwana Wileman, 1911
- H. triguttaria Herrich-Schäffer, 1854
- H. variegata Wileman, 1911
- H. violescens Wileman, 1911